# Janell Burse
Janell Burse (* 19. Mai 1979 in New Orleans, Louisiana, Vereinigte Staaten) ist eine ehemalige professionelle Basketball-Spielerin. Zuletzt spielte sie 2009 für die Seattle Storm in der Women’s National Basketball Association und 2010/11 in Europa für das polnische Team Wisła Can-Pack Krakau in der EuroLeague.

## Karriere

### College
Burse studierte von 1997 bis 2001 an der Tulane University. Während dieser Zeit spielte sie auch für das Damen-Basketballteam der Universität, den Tulane Green Wave.

### Women’s National Basketball Association
2001 wurde sie dann beim WNBA Draft an der insgesamt 28. Stelle von den Minnesota Lynx ausgewählt. Burse spielte drei Saisons für die Lynx, bis sie gemeinsam mit Sheri Sam zu den Seattle Storm für Amanda Lassiter und einem Erstrunden-Pick (6. Pick) im WNBA Draft 2004 transferiert wurde. In der Saison 2004 gewann sie mit den Storm ihre erste WNBA-Meisterschaft, trotzdem war sie in ihrer ersten Saison in Seattle meist als Ersatzspielerin von Kamila Vodichkova im Einsatz. Da Vodichkova nach dieser Saison das Franchise verließ, entschieden sich die Storm, die freigewordene Startposition mit Burse zu besetzen. In weiterer Folge verlängerten die Storm Burses Vertrag um zwei weitere Jahre. In der Saison 2005 stand sie erstmals über eine ganze Saison in der Startformation einer WNBA-Mannschaft. Das in sie gesetzte Vertrauen bestätigte sie mit einer guten Leistung. Burse beendete die Saison mit einem Punkteschnitt von 10 bei einer Spielzeit von 25,3 Minuten pro Spiel. Mit dieser Leistung gehörte sie zu den besten Centern der Liga. Auch in der darauffolgenden Saison stand sie immer in der Startformation der Storm, wenn sie spielte. Aufgrund ihrer guten Leistungen (Punkteschnitt: 11,1; Reboundsschnitt 6,6 – beides persönliche Bestleistungen) verlängerten die Storm ihren Vertrag um ein weiteres Jahr. In der Saison 2007 begann sie wie in den vorherigen immer von Beginn an, jedoch zog sie sich am Ende der regulären Saison eine Verletzung der Bänder im linken Handgelenk zu. Deshalb musste sie für die restliche Saison aussetzen. Auch in der Saison 2008 sollte sie fixer Bestandteil des Franchise sein, deshalb verlängerten die Storm ihren Vertrag ein weiteres Mal. Im Mai entschied sie sich jedoch dazu die gesamte Saison auszusetzen, um sich gründlich von den Strapazen der vergangenen Jahre zu erholen. Nach dieser Pause kehrte Burse wieder in die WNBA zurück und unterschrieb abermals einen Vertrag bei den Seattle Storm. Obwohl sie in jedem Spiel zum Einsatz kam, war die Saison 2009 die letzte für Burse in der WNBA.

### Europa
Für einige Jahre war sie auch für Vereine in Europa aktiv.